# Arlington (Washington)
Arlington è un comune dello stato di Washington negli Stati Uniti d'America, dell'area metropolitana di Seattle.